# Скоркув
Скоркув (пол. Skorków) — село в Польщі, у гміні Красоцин Влощовського повіту Свентокшиського воєводства.
Населення — 1788 осіб (2011).

## Демографія
Демографічна структура на день 31 березня 2011 року:
|          | Загалом | Допрацездатний вік | Працездатний вік | Постпрацездатний вік |
| -------- | ------- | ------------------ | ---------------- | -------------------- |
| Чоловіки | 903     | 163                | 651              | 89                   |
| Жінки    | 885     | 179                | 541              | 165                  |
| Разом    | 1788    | 342                | 1192             | 254                  |